# Walter Breuning
Walter Breuning (ur. 21 września 1896, zm. 14 kwietnia 2011) – Amerykanin, znany z długowieczności. Był ostatnim żyjącym mężczyzną urodzonym w 1896, a także ostatnim Amerykaninem urodzonym przed rokiem 1900. Należy do niego niekwestionowany rekord długości życia Amerykanina. Nie był jednak najstarszym mężczyzną jaki kiedykolwiek zmarł w Stanach Zjednoczonych. Dłużej żył Christian Mortensen – 115 lat i 252 dni. Był jednak imigrantem z Danii. Po śmierci Brytyjczyka Henry'ego Allinghama Breuning 18 lipca 2009 został najstarszym żyjącym mężczyzną na świecie. Jest piątym najdłużej żyjącym mężczyzną w historii, którego wiek został zweryfikowany.

## Życiorys

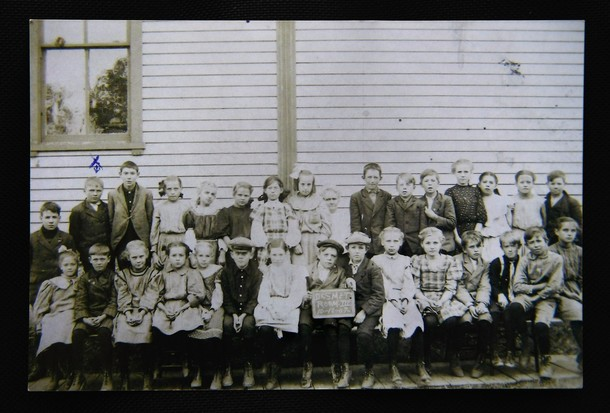
Walter Breuning w górnym rzędzie, drugi od lewej, 12 października 1907

Walter Breuning urodził się jako syn Johna Breuninga i Cory Morehouse Breuning w Melrose, w stanie Minnesota. Miał dwóch braci i dwie siostry. Pochodził z długowiecznej rodziny. Dziadkowie zarówno ze strony matki jak i ojca żyli ponad 90 lat. Matka żyła 101 lat, ojciec 87, siostry 91 i 100 lat. 
W 1901 Breuning przeprowadził się ze swoją rodziną do De Smet w Dakocie Południowej, gdzie chodził do szkoły przez dziewięć lat.
W 1910, w wieku 14 lat, zaczął pracę w piekarni. Zarabiał 2,50 dolara tygodniowo.
W 1918 wyruszył do Montany, gdzie podjął pracę jako urzędnik kolejowy, którym był przez 50 lat. Tam poznał swoją przyszłą żonę Agnes Twokey, telegrafistkę z Butte. Pobrali się w 1922 i byli małżeństwem do jej śmierci w 1957. Breuning w wywiadach utrzymywał, że nigdy później się nie ożenił, jednak po jego śmierci odkryto akt małżeństwa, z którego wynikało, że w 1958 poślubił Margaret Vanest. Margaret zmarła 15 stycznia 1975. Z żadną z żon Breuning nie miał dzieci. Miał jedynie pasierba z drugiego małżeństwa.
Gdy miał 64 lata, wykryto u niego raka jelita grubego. Szybko jednak wrócił do zdrowia. W wieku 108 lat upadł i złamał biodro. Spędził 21 dni w szpitalu i całkowicie doszedł do zdrowia. Oprócz tego nie miał nigdy żadnych problemów zdrowotnych.
W 1979, mając 83 lata, zamieszkał w domu opieki w Great Falls.
Przez całe życie palił cygara. Rzucił palenie dopiero w 1995, gdy miał 99 lat, stwierdzając, że cygara stały się zbyt drogie. Jednakże po ukończeniu 108 lat znów zaczął sporadycznie palić. Mimo nałogu Walter Breuning niemal do śmierci cieszył się dobrym zdrowiem. Potrafił chodzić przy pomocy chodzika. 
Miał bardzo dobrą pamięć. Wspominał często, że gdy miał 3 lata, jego dziadek opowiadał o swoich przeżyciach z czasów wojny secesyjnej.
Breuning codziennie zażywał jedną aspirynę i zjadał dwa posiłki dziennie. Słuchał radia, często spacerował i rozmawiał z innymi mieszkańcami domu opieki. Zawsze nosił garnitur i krawat. Jego recepta na długie życie była prosta: „Bądź aktywny, nie jedz dużo i bądź dobry dla innych” – powiedział w wywiadzie dla lokalnego dziennika Great Falls Tribune.
Często powtarzał, że nie boi się śmierci – „Wszyscy urodziliśmy się po to, by umrzeć”.
Breuning został hospitalizowany pod koniec marca 2011. Zmarł z przyczyn naturalnych w szpitalu w Great Falls 14 kwietnia.Po jego śmierci tytuł najstarszego mężczyzny przejął Japończyk Jirōemon Kimura.